# فيديك
الاتحاد الدولي للاستشارات الهندسية أو فيديك اختصارًا (بالفرنسية: Fédération Internationale Des Ingénieurs Conseils)‏ مركز استشارات هندسية دولي تأسس في عام 1915 من قبل ثلاثة بلدان الناطقة بالفرنسية، هي بلجيكا، فرنسا وسويسرا. يقع مقر الاتحاد في جنيف في سويسرا.

## تاريخ الاتحاد
نتيجة للبحث عن مستشارين خبراء مستقلين للمعارض العالمية في عام 1913، اجتمع عدد من المهندسين الاستشاريين لمناقشة إمكانية تشكيل اتحاد عالمي. وأدى الاجتماع إلى اطلاق الدستور الرسمي في 22 تموز 1913.
كانت المبادئ التأسيسية المعتمدة هي :
1. الجودة
2. النزاهة
3. الاستدامة

كان هناك 59 مشاركا في الاجتماع الافتتاحي، وكان المندوبون الرسميون من النمسا، بلجيكا، كندا، الدنمارك، فرنسا، ألمانيا، المجر، هولندا، روسيا، سويسرا، المملكة المتحدة والولايات المتحدة الأمريكية.

## الخدمات
تقع فيديك في مركز التجارة العالمي في جنيف، سويسرا، وتهدف إلى تقديم استشارات الصناعات الهندسية على مستوي عالمي عن طريق ترقية فوائد العمل للشركات بتزويد الخدمات المدروسة القائمة على التكنولوجيا للبناء والبيئة الطبيعية. يدير معظمها المتطوعين، فيديك معروفة جيداً في صناعة الاستشارات الهندسية لعملها في تحديد شروط العقد لصناعة الإنشاءات عالمياً.
تدعي الشركات والمؤسسات وأعضاء الجمعيات الوطنية التابعة لفيديك ء إلى إعلان أنفسهم أعضاء الفيديك واستخدام شعار الفيديك. يخضع استخدام الشعار لرقابة صارمة، وجميع منتجات وخدمات الفيديك يحميها العلامة التجارية لفيديك.

## الأنشطة
تنظم فيديك المؤتمرات والندوات والدورات التدريبية. ودليل تدريب فيديك «المرشد لممارسة الأعمال التجارية» لشركة الخدمات المهنية معروف جيداً علي مستوى مهنة الاستشارات الهندسية. يدير الفيديك أيضا متجر لبيع الكتب وينشر أوراق عقود دولية وممارسات تجارية والتي تستخدم كأدلة وقوالب في جميع أنحاء العالم.
تشتهر فيديك بمجالها في الشروط المعيارية لعقد بناء وتخطيط وتصميم البناء، EPC أو التصميمات والمشروعات المجهزة بناء وتشغيل المشروعات. تتوفر التفاصيل بمكتبة فيديك. تنشر فيديك أيضا اتفاق خدمات العميل / المستشار النموذجي بالتعاون مع اللجنة الفرعية للاستشارات والاتفاقات واتحاد المشروعات المشتركة. تنشر فيديك طبعة MDB المنسقة لعقد البناء التي يستخدمها بنوك التنمية المتعددة الجنسيات بما في ذلك البنك الدولي في مشاريعهم.
كانت فيديك مسئولة حتي عام 2002، عن الفيديك دايركت FIDICdirect، الدليل الدولي للمهندسين الاستشاريين. يندرج في هذا الدليل المطبوع والإلكتروني شركات مقاولات دولية بما في ذلك المهندسين والمقاولين والمهندسين المعماريين والمساحين ومستشاريهم المهنية بما في ذلك المصارف والمحامين ومديري المخاطر والأمن من مجالات البنية التحتية والمشاريع الإنمائية والبيئية في جميع أنحاء العالم. في عام 2002 تم نقل هذه الخدمة إلى موقع جديد، ICONdirect.

## وصلات خارجية
- الموقع الإلكتروني الرسمي